# Landvetter
Landvetter ( PRONÚNCIA) é uma localidade da Suécia, situada na província histórica da Västergötland, no sul do país.

Pertence ao município de Härryda, no condado de Västra Götaland.

Tem uma área de 8,77 km² e uma populacão de 9 090 habitantes (2018).

A localidade está localizada a 15 km a leste da grande cidade de Gotemburgo, e situada na margem do lago Landvettersjön, distando 5 km do aeroporto internacional de Gotemburgo-Landvetter.

## Etimologia
O nome geográfico Landvetter provém do nome de uma antiga povoação existente no local.
A localidade está mencionada como Landwittarid, em 1540.

## Comunicações
É atravessada pela Linha de Costa a Costa (Gotemburgo-Borås-Kalmar/Karlskrona), e também pela auto-estrada 40, que a divide em duas metades.

## Galeria

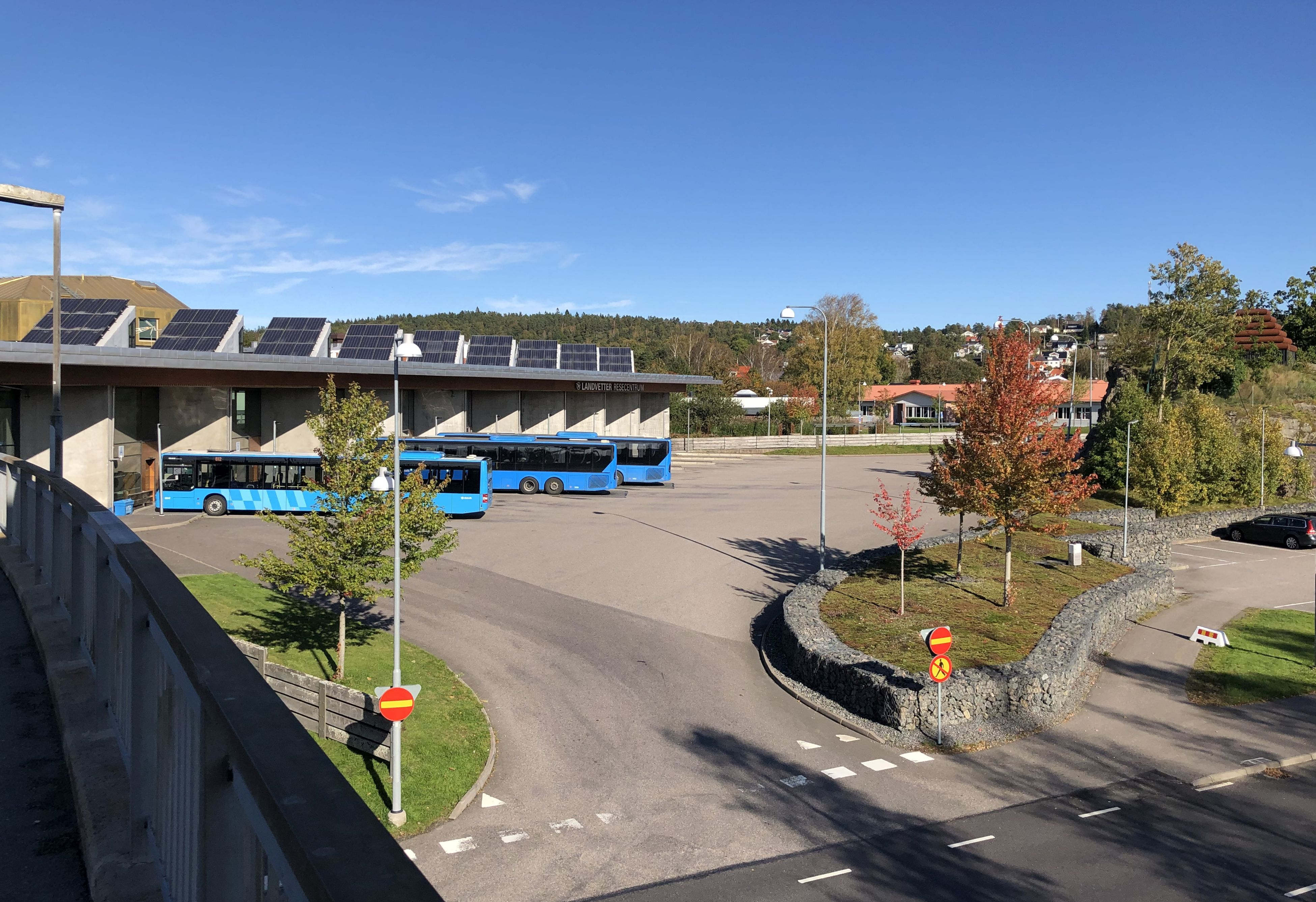
Centro de Viagens (Landvetter Resecentrum)
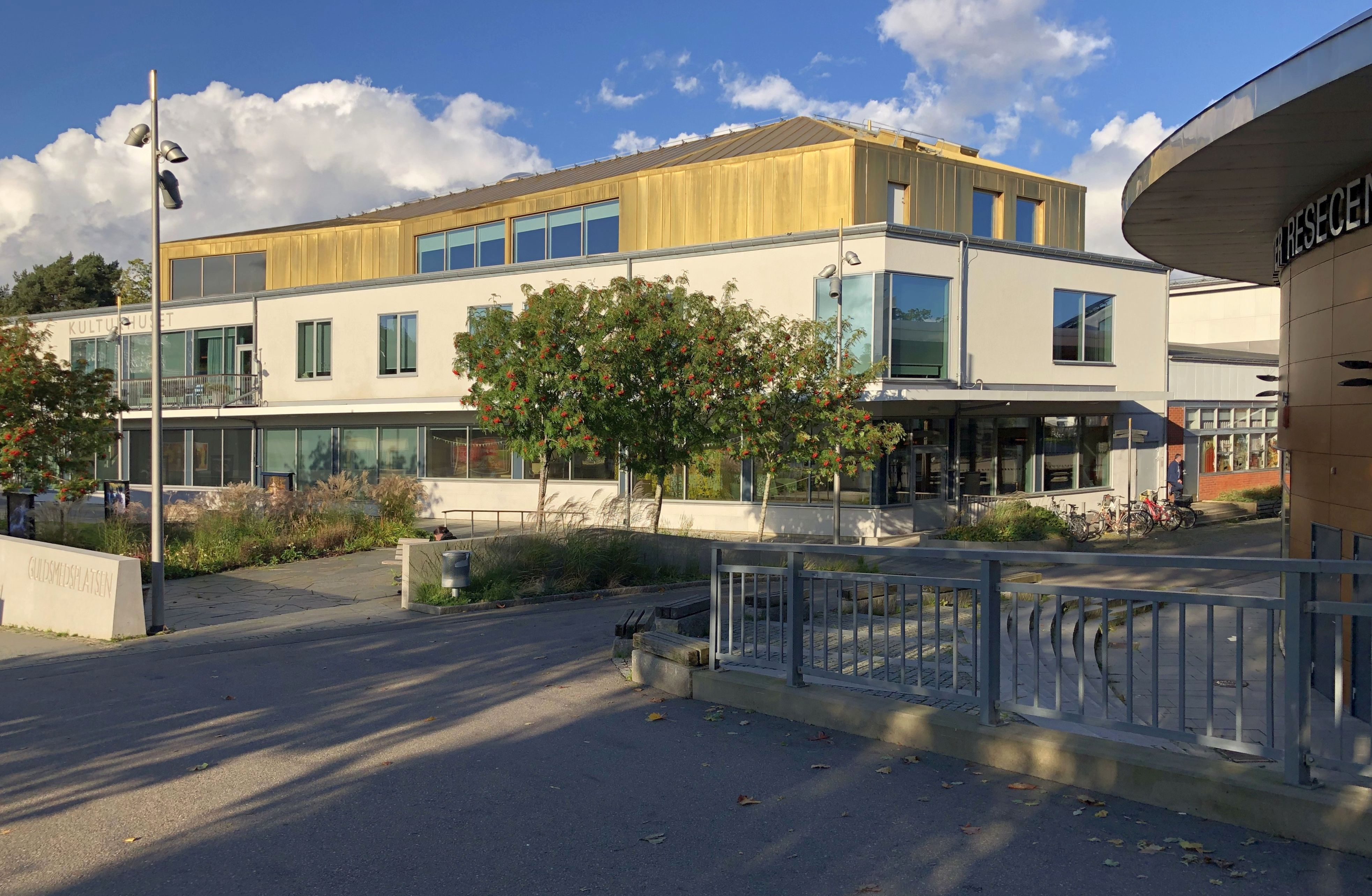
Casa da Cultura (Kulturhuset)
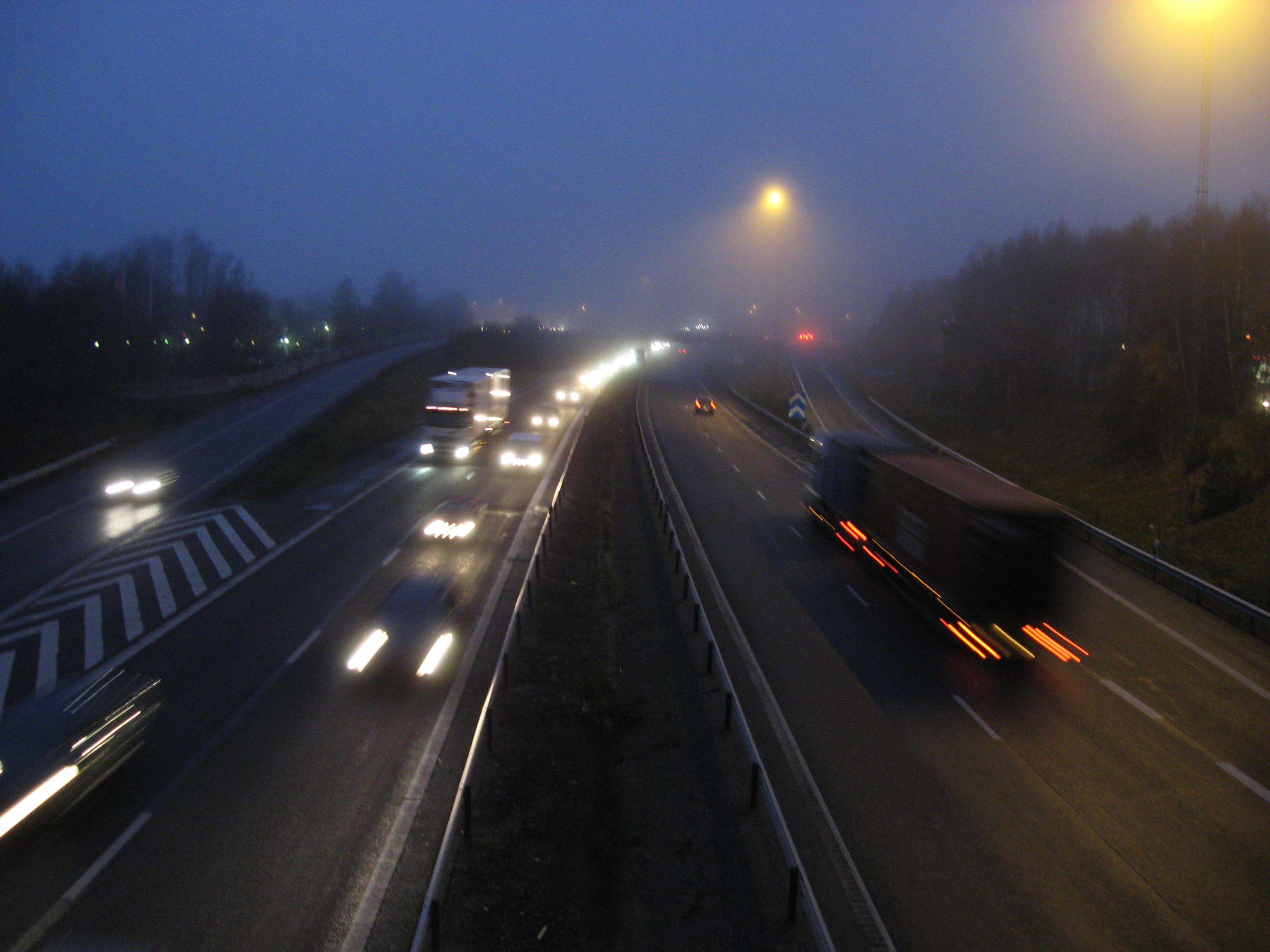
A estrada nacional 40
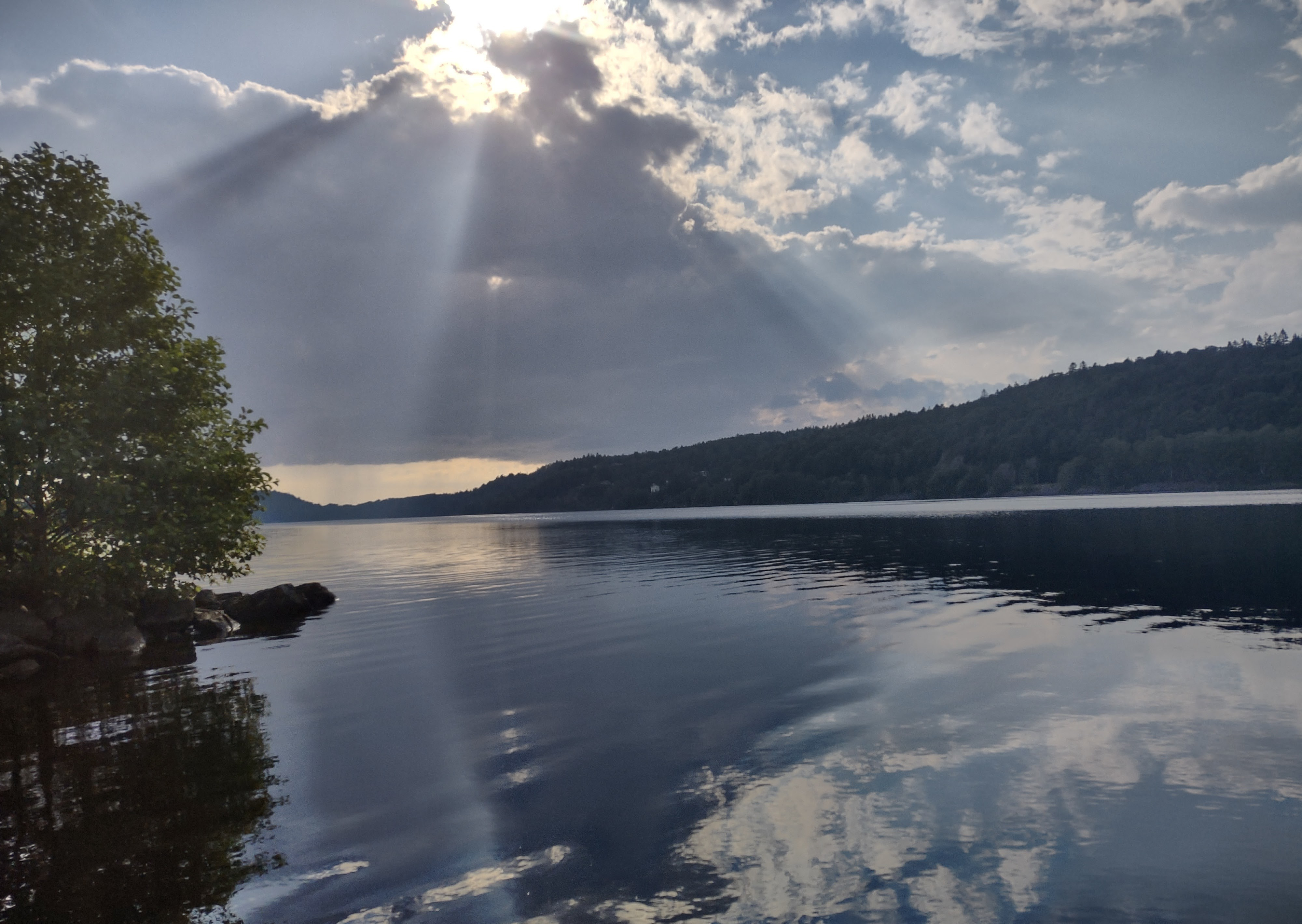
O lago Landvettersjön